# Gabriel Magán
Gabriel Magán foi um futebolista argentino que atuava como ponta-direita.

## Carreira
Em 1932, se transferiu do Gimnasia y Esgrima de Santa Fé ao San Lorenzo, juntamente de Genaro Canteli, que formava a parceria conhecida como "Los Pistoleros". Estreou pelo clube em 13 de março de 1932, contra o Racing. Magán tem até hoje o recorde de gols em um só jogo pelo time, com cinco em um 8-2 sobre o Tigre em 11 de setembro de 1932. Logo em seu primeiro ano, foi o artilheiro do time, com 24 gols.
Em 1933, foi novamente o goleador do time, com 24 gols, no primeiro título profissional azulgrana.
Deixou o clube em 1937, já em declínio técnico, por onde atuou em 94 partidas e marcou 56 gols.
Ainda em 1937, retornou ao Gimnasia y Esgrima.
Em julho de 1939, embarcou no barco Conte Grande em Buenos Aires com destino ao Rio de Janeiro e chegou ao Santos FC, onde fez uma única partida em setembro de 1939, em amistoso contra o Botafogo terminado em 4-4. Segundo relatos do Correio Paulistano, o clube irritou-se com o descaso da CBD em providenciar documentação pertinente da federação argentina para regularizar o jogador.

### Títulos

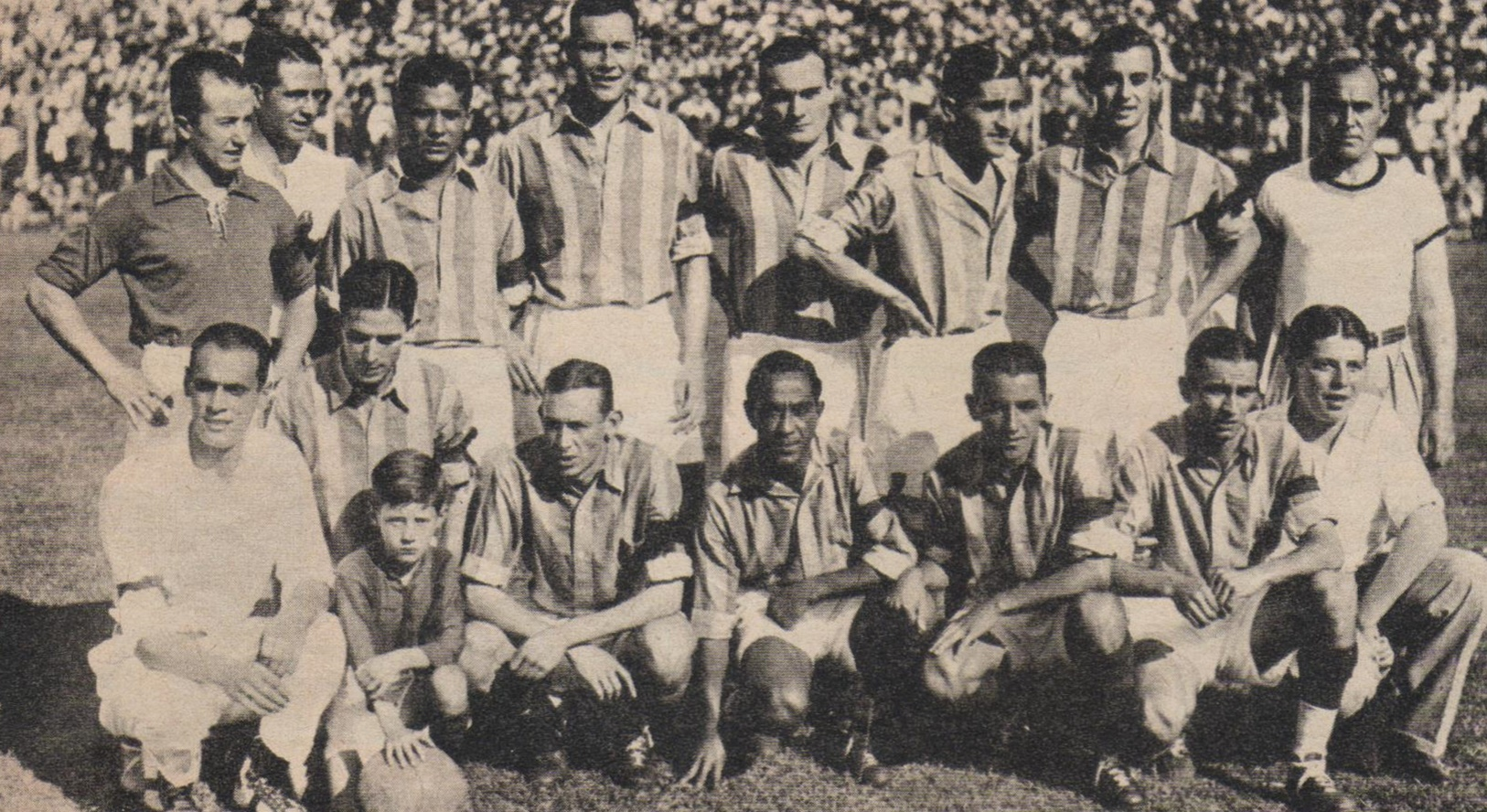
- Equipe do San Lorenzo campeã em 1933

Gimnasia y Esgrima
- Liga Santafesina de Futebol: 1931

San Lorenzo
- Campeonato Argentino: 1933[12]
- Copa de Honor: 1936[27]